# Bulbostylis coleotricha
Bulbostylis coleotricha är en halvgräsart som först beskrevs av Ferdinand von Hochstetter och Achille Richard, och fick sitt nu gällande namn av Charles Baron Clarke. Bulbostylis coleotricha ingår i släktet Bulbostylis och familjen halvgräs.

## Underarter
Arten delas in i följande underarter:
- B. c. coleotricha
- B. c. miegei